# Даніель Лукасик
Даніель Лукасик (пол. Daniel Łukasik, нар. 6 липня 1990, Ґіжицько, Польща) — польський футболіст, захисник футбольної команди «Лехія» з міста Гданськ.

## Досягнення
- Чемпіон Польщі (2):

«Легія» (Варшава): 2013, 2014
- Володар Кубка Польщі (3):

«Легія» (Варшава): 2012, 2013
«Лехія» (Гданськ): 2019
- Володар Суперкубка Польщі (1):

«Лехія» (Гданськ): 2019